# 지보이스
지보이스는 대한민국의 게이 합창단이다. 모든 인원이 게이로 이루어져 있다.